# Kodibelagola, Channarayapatna
Kodibelagola là một làng thuộc tehsil Channarayapatna, huyện Hassan, bang Karnataka, Ấn Độ.